# Paula Nascimento
Paula Nascimento là một kiến trúc sư và người quản lý đến từAngola  cùng với Stefano Rabolli Pansera giám tuyển các gian hàng Angola tại 55 Triển lãm Nghệ thuật Quốc tế - La Biennale di Venezia mà giành Sư tử vàng cho "sự tham gia của quốc gia tốt nhất".
Năm 2011, Nascimento và Pansera thành lập Beyond Entropy Châu Phi, một công ty TNHH được đăng ký tại Angola. Beyond Entropy Châu Phi tập trung vào Luanda là mô hình của điều kiện đô thị của khu vực châu Phi cận Sahara, một loại thành phố được xác định bởi thiếu cơ sở hạ tầng cơ bản và mật độ dân số cao. Vào năm 2012, Beyond Entropy Châu Phi đã quản lý Gian hàng của Angola tại Tòa nhà Kiến trúc lần thứ 13 ở Venice  với tiêu đề là sự hợp tác của họ 'Beyond Entropy'. Vào năm 2013, Beyond Entropy Châu Phi đã quản lý Gian hàng của Ăng-gô tại Triển lãm Nghệ thuật lần thứ 55 ở Venice mang tên 'Luanda, Thành phố bách khoa' với tác phẩm của nhiếp ảnh gia Edson Chagas.